# 06
06 ist der Titel eines niederländischen Spielfilms aus dem Jahr 1994. Regisseur war der 2004 ermordete Theo van Gogh, als Vorlage diente das gleichnamige Theaterstück von Johan Doesburg. Die Hauptrollen spielten Ariane Schluter und Ad van Kempen.
Thema des Films ist eine Telefonsex-Beziehung, die außer Kontrolle gerät. 06 war derzeit in den Niederlanden die Telefonvorwahl für kostenpflichtige Mehrwertdienste, ähnlich wie die ehemalige 0190 in Deutschland, die 0930 in Österreich oder die 0906 in der Schweiz. Heutzutage ist die niederländische Vorwahl für Telefonsex 0906.
06 war einer von van Goghs erfolgreichsten Filmen. 1994 war er in den Niederlanden der meistbesuchte einheimische Film.
Die niederländische Reclame Code Commissie, eine Expertenkommission zur Einhaltung bestimmter Regeln in der Werbung, verurteilte das von Erwin Olaf entworfene Filmplakat als „Verstoß gegen die guten Sitten“.